# Alexander Vukomanovic
Alexander Vukomanovic (* 7. März 2003 in Brühl) ist ein deutscher Schauspieler.

## Mitwirkung
Ab 2016 stand Vukomanovic für die Werbereihe Zwei unvergleichliche Familien für das Online-Portal Check24 von der Kamera. Vom 26. August 2019 (Folge 1) bis zum 7. Februar 2020 (Folge 113) war er in der RTL-Seifenoper Herz über Kopf in der Hauptrolle des Kai Bender zu sehen. Seit dem 14. März 2023 (Folge 2576) ist er in der RTL ZWEI-Fernsehserie Köln 50667 als Max Reider zu sehen. Er gehört zum Hauptcast der Serie.

## Filmografie
- 2015: Club der roten Bänder (Fernsehserie, VOX)
- 2019–2020: Herz über Kopf (Fernsehserie, RTL)
- 2023–2024: Köln 50667 (Fernsehserie, RTL ZWEI)